# Thyborøn Sogn
Thyborøn Sogn er et sogn i Lemvig Provsti (Viborg Stift).
Thyborøn hørte oprindeligt til Agger Sogn i Vestervig-Agger sognekommune, som hørte til Refs Herred i Thisted Amt. Det blev Thyborøn afskåret fra, da Thyborøn Kanal dannede sig i 1862. Beboerne syd for kanalen måtte sejle til kirke i Agger indtil 1908, hvor Thyborøn fik sin egen kirke. Byen blev så et kirkedistrikt i Agger Sogn, men det blev i 1921 overflyttet til Harboøre Sogn. I 1954 blev Thyborøn sogn udskilt som selvstændigt fra Harboøre Sogn, og en ny Thyborøn sognekommune blev overført til Ringkøbing Amt. Den blev ved kommunalreformen i 1970 kernen i Thyborøn-Harboøre Kommune, som ved strukturreformen i 2007 indgik i Lemvig Kommune.
I Thyborøn Sogn ligger Thyborøn Kirke. Den gamle kirke fra 1908 blev revet ned i 2009, og den ny blev indviet i 2011.
I sognet findes følgende autoriserede stednavne:
- Sydhalen (areal)
- Sælhundeholm (areal)
- Sælhundeholm Løb (vandareal)
- Thyborøn (bebyggelse, ejerlav)
- Thyborøn Havn (bebyggelse)
- Thyborøn Kanal (vandareal)